# Karl Ludwig Klose
Karl Ludwig Klose (* 21. August 1791 in Breslau; † 23. September 1863 in Dresden) war ein deutscher Mediziner und Historiker.

## Leben
Der Sohn des Breslauer Kaufmanns Samuel Wilhelm Klose († 20. September 1793) und dessen Frau Christine Friderika Roppan († 30. November 1803) wurde nach dem frühen Tod seiner Eltern von seinem Onkel dem Kaufmann Karl Ehrenfried Ropphan erzogen. Dieser sandte ihn 1800 an das Gymnasium Elisabethinum in Breslau. 1809 bezog er die Universität Königsberg, wo er ein Studium der medizinischen Wissenschaften in Angriff nahm und am 12. März 1812 mit der Dissertatio […] exhibens historiam Mesmerismi criticam zum Doktor der Medizin promovierte. Anschließend begab er sich an die Universität Wien, um seine Studien fortzusetzen. 1813/14 nahm er als Oberarzt eines Feldlazarettes an den Befreiungskriegen gegen Napoleon teil.
Im November 1814 kehrte Klose nach Breslau zurück, wo er sich als praktischer Arzt betätigte. 1816 habilitierte er sich an der Universität Breslau mit einer Abhandlung über den menschlichen Schädel, unter dem Titel Syntagma semioticum exhibens partem prosoposcopiae generalem, cephaloscopiae quondam edendae prodromum (Breslau 1816). Klose wurde daselbst 1818 außerordentlicher Professor der medizinischen Wissenschaften und 1829 ordentlicher Professor der genannten Fachrichtung. 1833 erhielt einen Ruf als Professor der Medizin sowie eine Ernennung zum Regierungs- und Medizinalrat an die Universität Königsberg. Hier beteiligte er sich auch an den organisatorischen Aufgaben der Hochschule und war im Wintersemester 1837/38 Rektor der Alma Mater.
Da seine Frau das Klima in Königsberg nicht vertrug, besuchte er mit ihr verschiedene Kurbäder. Dies half jedoch nichts; sie verstarb am 26. Juni 1839 in Salzbrunn, ohne Kinder zu hinterlassen. Daher legte er seine Königsberger Ämter nieder und kehrte in seine Geburtsstadt zurück, wo er als Arzt und Honorarprofessor seinen Lebensunterhalt bestritt. In jener Zeit entstand auch eine Vielzahl literarischer Arbeiten medizinischer Natur. Mit Optatus Wilhelm Leopold Richter zusammen, gab er eine Zeitschrift für Strafrechtspflege und eine Sammlung denkwürdiger Strafrechtsfälle heraus und außerdem veröffentlichte er eine Vielzahl von Fachaufsätzen in den Journalen seiner Zeit. Seine medizinischen Arbeiten jener Zeit folgen eher keiner einheitlichen Systematik, vielmehr legte er mehr Wert auf die Wahrnehmung von Unterschieden bei den Krankheitsbildern.
Ab 1840 beschäftigte sich Klose vornehmlich mit der Geschichte. Neben einigen Artikeln für die Allgemeine Encyclopädie der Wissenschaften und Künste, beschäftigte er sich vor allem mit biographischen Arbeiten zu Charles Edward Stuart, Karl August von Hardenberg, Pascal Paoli, Hugo Grotius und Wilhelm dem schweigsamen von Oranien. Zu letzterem arbeitete er bis zu seinem Lebensende, welches Werk er anfänglich in Hamburg begonnen und in Dresden fortgesetzt hatte. Sein einstiger Freund Heinrich Wuttke brachte nach seinem Tod, das bereits in weiten Teilen fertiggestellte Manuskript in den Druck.

## Schriften
- Dissertatio inauguralis medica exhibens historiam Mesmerismi criticam. Heinrich Degen, Königsberg 1812, urn:nbn:de:bvb:12-bsb11029004-7 (Dissertation, Universität Königsberg, 1812).
- Syntagma semioticum exhibens partem prosoposcopiae generalem, cephaloscopiae quondam edendae prodromum. Kreuzer-Scholz, Breslau 1816 (Digitalisat; Habilitationsschrift).
- Ueber künstliche Blutausleerungen und ihre Anwendung in der Mehrzahl der Krankheiten. Aus dem Französischen des Vieusseux frey übersetzt und mit Zusätzen, Anmerkungen und einem historisch-litterarischen Anhange vermehrt. Holäufer, Breslau 1819.
- Allgemeine Aetiologie der Krankheiten des menschlichen Geschlechts. Barth, Leipzig 1822.
- Beiträge zur Klinik und Staatsarzneiwissenschaft. Paul Gotthelf Kummer, Leipzig 1823, urn:nbn:de:bvb:12-bsb10085533-1.
- De medicinae exotericae secundum meliorem, quam plerumque fit, methodum conditae atque cultae insigni utilitate commentatiuncula. Kupfer, Breslau 1823.
- Medicinisches Taschenbuch für Hypochondristen und solche, die es zu werden befürchten dürfen. Schoene, Breslau 1824.
- Grundsätze der allgemeinen Diätetik. 2 Bände. Kummer, Leipzig 1825.
- Ueber Krankheiten als Mittel der Verhütung und Heilung von Krankheiten. Graß, Barth und Comp., Breslau 1826, urn:nbn:de:bvb:12-bsb10472975-9.
- Über den Einfluß des Geschlechts-Unterschiedes auf Ausbildung und Heilung von Krankheiten. Franz und Grosse, Stendal 1829.
- De senectutis in officiis medicis tam clinicis quam forensibus ratione recte habenda commentarius. Breslau 1829 (Antrittsprogramm als ordentlicher Professor, Universität Breslau, 13. August 1829).
- PA367 2, Abth. 2 und Abth. 3. In: Georg Heinrich Masius: Handbuch der gerichtlichen Arzneiwissenschaft. Franzen und Grosse, Stendal 1831/1832.
- Sylloge gravissimorum ad epilepsiam spectantium critica. Paschke, Königsberg 1835.
- Leben des Prinzen Carl, aus dem Hause Stuart, (Grafen von Albany,) Prätendenten der Krone von Großbritannien. Wilhelm Engelmann, Leipzig 1842, urn:nbn:de:bvb:12-bsb10280517-6.
  - englische Übersetzung: Memoirs of Prince Charles Stuart, (Count of Albany,) commonly called the Young Pretender; with notices of the rebellion in 1745. 2 Bände. Henry Colburn, London 1845; 2. Auflage 1846; Band 1 – archive.org, Band 2 – archive.org.
- Leben Karl August’s, Fürsten von Hardenberg, Königlich Preußischen Staatskanzlers. Anton, Halle 1851 (Digitalisat).
- Leben Paskal Paoli’s Oberhauptes der Korsen. Schwetschke, Braunschweig 1853, urn:nbn:de:bvb:12-bsb10065637-7.
- Peter Paul Rubens im Wirkungskreise des Staatsmannes. In: Friedrich von Raumer (Hrsg.): Historisches Taschenbuch. 3. Folge, 7. Jg. (1856), S. 175–267; Textarchiv – Internet Archive.
- Wilhelm I. von Oranien, der Begründer der niederländischen Freiheit. Aus dem Nachlasse Karl Ludwig Klose’s mit einer Würdigung des Oraniers von Heinrich Wuttke. Friedrich Fleischer, Leipzig 1864 (mit einer Vita von Klose); Textarchiv – Internet Archive.